# Prinzessin-Diana-Denkmal

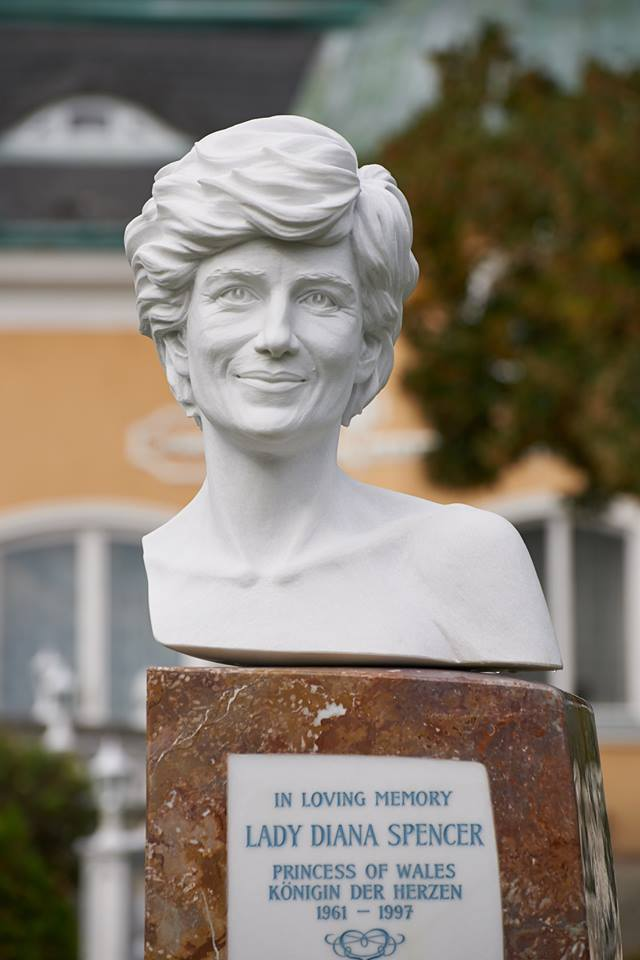
Prinzessin-Diana-Denkmal

Das österreichische Prinzessin Diana-Memorial ist eine auf Privatinitiative errichtete Gedenkstätte zu Ehren von Diana, Princess of Wales.

## Entstehung

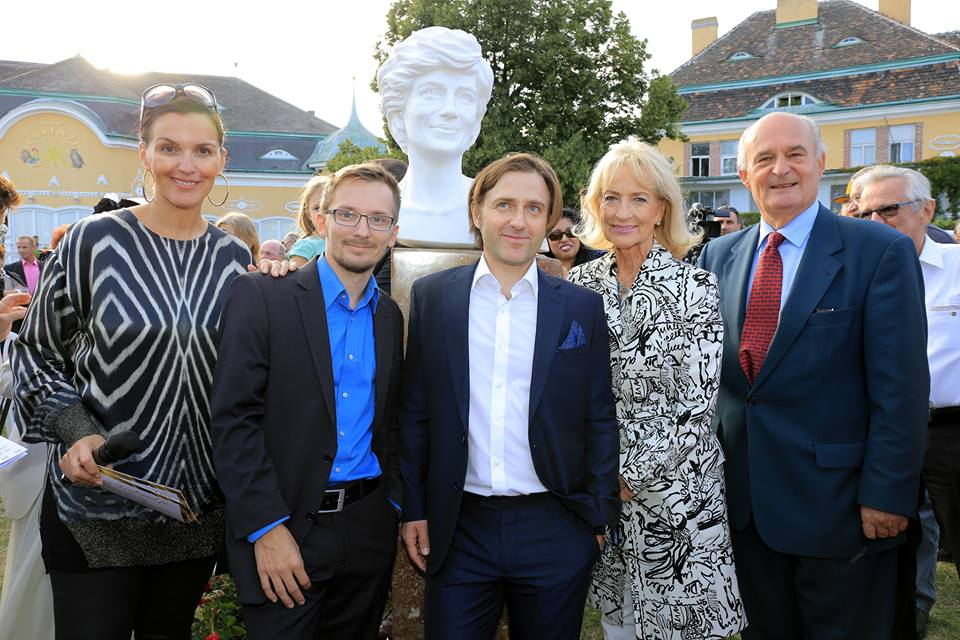
Enthüllung des Denkmals

Die Idee für das erste Prinzessin-Diana-Memorial im deutschsprachigen Raum stammt vom österreichischen Reporter und Medienwissenschaftler Ewald Wurzinger, der der verstorbenen Prinzessin mit einem aus Marmor geschaffenem Memorial Anerkennung und Wertschätzung zollen wollte. Gestaltet wurde es vom Wiener Bildhauer Wolfgang Karnutsch. Finanziert wurde das Projekt durch private Gelder, Unterstützer konnten sich so auf einer Gedenktafel verewigen. Enthüllt wurde das Diana-Memorial von der österreichischen TV-Moderatorin Barbara Karlich und der österreichischen Schauspielerin Dagmar Koller im Herbst 2013, auf Schloss Cobenzl im 19. Wiener Gemeindebezirk Döbling. Im März 2017 übersiedelte die Diana-Büste vom Cobenzl in eine öffentliche Parkanlage eines Caritas-Pflegeheimes in der Schönbrunner Straße, in der Nähe des berühmten Schlosses.

## Beschreibung
Das Memorial besteht aus einer überdimensional großen Büste aus Laaser Marmor und einem etwa zwei Meter hohen Sockel, in dem eine weiße Gedenktafel integriert ist.